# Takuya Eguchi
Pour les articles homonymes, voir Eguchi.
Takuya Eguchi (江口 拓也, Eguchi Takuya), né le 22 mai 1987 dans la préfecture d'Ibaraki, est un seiyū japonais.

## Rôles

### Anime
- Haikyū!! : Yuuji Terushima
- Inazuma Eleven GO : Taiyou Amemiya, Kenma Isozaki, Sakio Kotegawa,
- Kuroko's Basket : Shinji Koganei
- Re:Zero kara Hajimeru Isekai Seikatsu : Julius Juukulius
- Sword Art Online : Ducker
- Ixion saga DT : Kon Hokaze
- 91 Days : Nero Vanetti
- My Teen Romantic Comedy is Wrong as I Expected : Hachiman Hikigaya
- Tokyo Revengers : Hanma Shūji
- Given : Akihiko Kaji
- Idolish7 : Rokuya Nagi
- Spy×Family: Loid Forger

### Jeux vidéo
2010
- Class of Heroes 2G : Ruaut

2012
- Kamikoi : Tsujinomiya Kokoe

- Kuroko's Basketball : Shinji Koganei

- Mobile Suit Gundam AGE : Asemu Asuno

2013
- Princess Arthur : Perseval

- Valhalla Knights 3 : Kevin

- Storm Lover 2nd : Mikoto Ninomiya

- Koi Flower Days : Yota Hinata

- Mushibugyo : Shungiku Koikawa

- My Youth Romantic Comedy Is Wrong, As I Expected : Hachiman Hikigaya

- Devils and Realist : William Twining [1]

- Fairy Fencer F : Sherman

- Exstetra : Masaru

2014
- Shinobi, koi utsutsu : Kirisaku Tadayori

- Of the Red, the Light, and the Ayakashi : Bridge funeral

- Satomi Hakkenden : Beach road

- Jooubachi No Oubou : Ruby

- Granblue Fantasy : Vane

2015
- Kaleido Eve : Hiroshi Murase

- Root ∞ Rexx :  Hayao Kujo / Shun Lion

- Durarara!! Relay : Miyoshi Yoshimune

- Taisho × Alice : Gretel

- Gakuen Heaven 2 ~Double Scramble!~ : Tomo Kasahara[2],[3]

- Ensemble Stars! : Wataru Hibiki [4]

- TSUKINO PARK : Shiki Takamura[5]

- Possession Magenta : Kyoya Mochizuki

- Shinobi, Koi Utsutsu : Kirisaku Tadayori

- Prince of Stride : Bantarō Chiyomatsu

- Ray Gigant : Kazuomi Miwa

- IDOLiSH7 : Nagi Rokuya[6]

- Rear Pheles: Red of Another : Chitose Amitaro

- Utawarerumono : Yakutwald

,
- Hakuōki : Rikasaburo Nomura

2016
- Akai Suna Ochiru Tsuki  : Wang Ming

- Uppers : Koyanagi Seiya

- Collar x Malice : Kohsuki Hoshino

- Magic★Kyun! Renaissance : Kanato Hibiki

- Dynamic Chord : Kashii Reon

2017
- A3! Act! Addict! Actors! : Tenma Sumeragi[8]

- The Legend of Heroes: Trails of Cold Steel III : Kurt Vander

- TSUKINO PARADISE : Shiki Takamura[9]

- YU-NO: A Girl Who Chants Love at the Bound of this World : Hideo Toyotomi

2018
- Food Fantasy : Boston Lobster, Hamburger, Coffee[10]

- IDOLiSH7 Twelve Fantasia : Nagi Rokuya[11]

- DYNAMIC CHORD JAM&JOIN!!!! : Kashii Reon[12]

2019
- Fire Emblem Heroes : Haar[13], Perceval[14]

2020
- The King of Fighters for Girls : Kim Kaphwan[15]

2023
- Fire Emblem Engage (DLC) : Nil / Rafal